# Марк Версфелд
Марк Версфелд (англ. Mark Versfeld, 13 червня 1976) — канадський плавець.
Учасник Олімпійських Ігор 2000 року.
Призер Чемпіонату світу з водних видів спорту 1998 року.
Призер Чемпіонату світу з плавання на короткій воді 1999 року.
Призер Пантихоокеанського чемпіонату з плавання 1995, 1997, 1999 років.
Призер Панамериканських ігор 1999 року.